# NGC 195
NGC 195 ist eine Balken-Spiralgalaxie mit ausgedehnten Sternentstehungsgebieten vom Hubble-Typ SBa im Sternbild Walfisch südlich der Ekliptik. Sie ist schätzungsweise 221 Millionen Lichtjahre von der Milchstraße entfernt und hat einen Durchmesser von etwa 75.000 Lj.

Im selben Himmelsareal befinden sich u. a. die Galaxien NGC 191, NGC 217, IC 1563.
Das Objekt wurde im Jahr 1876 von dem deutschen Astronomen Ernst Wilhelm Leberecht Tempel entdeckt.